# Josef Křička
Josef Křička (4. listopadu 1888, Praha – 25. března 1969, Želízy) byl český hudební skladatel a pedagog, v závěru života kronikář obce Želízy na Mělnicku.

## Život
Pražský rodák Josef Křička vystudoval v rodném městě Učitelský ústav, následně studoval hudební teorii u Karla Bautzkého a u Vítězslava Nováka hudební skladbu. Působil jako pedagog na pražských obecných školách. Zabýval se převážně tvorbou pro děti. V letech 1930–1936 vedl v Československém rozhlase pořad Dětské hudební táčky, na kterém se spolupodílela také jeho dcera Milena. V roce 1940 odešel do penze a usadil se v Hlučově na Kokořínsku, kam jezdíval na prázdniny a dovolené již od mládí, a kde se také s celou rodinou aktivně zapojil do protinacistického odboje. Od roku 1947 žil v obci Želízy, pobliž Liběchova, vedl zde obecní kroniku (byl prvním zdejším kronikářem, který psal své zápisy česky) a byl předsedou osvětové rady při MNV. Účastnil se také opakovaně hudebního festivalu Želízská hudební léta. Roku 1965 obdržel za svou někdejší odbojovou činnost od prezidenta Antonína Novotného Pamětní medaili k 20. výročí osvobození. Zemřel v Želízech na jaře roku 1969 a byl pohřben na městském hřbitově ve Mšeně u Mělníka.

## Dílo

### Spoluautorství
- KŘIČKA, Josef, KRCH, Ferdinand: Dítě a hudba (vyd. 1917, znovu 1920)
- KŘIČKA, Josef, NOVÁK, Eduard: Knížka hudební výchovy Jitro (vyd. 1931 a 1932)

### Hudba
- 67 skladeb, převážně tvorba pro děti